# イブラヒマ・ディアロ
イブラヒマ・ディアロ（フランス語: Ibrahima Diallo、1999年3月8日 - ）は、フランスとセネガルのサッカー選手。アル・ドゥハイルSC所属。ポジションはMF。

## クラブ歴
ASモナコの下部組織出身。2018年8月13日に期限付き移籍でスタッド・ブレスト29に加入。翌日のクープ・ドゥ・ラ・リーグで移籍後初出場。翌年夏に完全移籍。
2020年10月4日、サウサンプトンFCと4年契約を結んだ。
2023年7月19日、アル・ドゥハイルSCに移籍した。

## 代表歴
フランスのU-20代表として2019 FIFA U-20ワールドカップに参加した。

## 家族
フランス生まれだがルーツはセネガルに持っている。兄のアブドゥ・ディアロもサッカー選手。